# Half an Hour
Half an Hour è un film muto del 1920 diretto da Harley Knoles. La sceneggiatura di Clara Beranger si basa sull'omonimo lavoro teatrale di James M. Barrie andato in scena al Lyceum Theatre di Broadway il 25 settembre 1913, pièce che venne poi riproposta per lo schermo dalla Paramount nel 1929 con il film The Doctor's Secret, diretto e sceneggiato da William C. de Mille.

## Trama
Per salvare suo padre, ormai rovinato finanziariamente, Lillian accetta, pur non amandolo, di sposare Richard Garson, uomo molto ricco, ma appartenente a un ceto sociale inferiore a quello di lei, figlia di un lord. Dopo le nozze, un confronto tra i due novelli sposi li porta a considerare amaramente la loro unione. Lillian decide allora di andarsene via con un suo ex pretendente, Hugh Paton, lasciando al marito una lettera di addio e i suoi gioielli, a cui orgogliosamente rinuncia. Quando giunge a casa di Paton, l'uomo è assente. La cameriera, al vedere Lady Lillian, le confida che forse non è il caso di fidarsi di lui, un vero donnaiolo. In quel momento arriva Brodie, un medico: Paton è rimasto vittima di incidente, ucciso da un taxi.

Lillian, tornata a casa, si mette a cercare la lettera di addio per il marito, ma non riesce a forzare il cassetto dove è stata riposta. A cena, si trova a tavola il dottor Brodie che, per coincidenza, è stato invitato da Richard. Il dottore racconta la strana storia che gli è successa quel pomeriggio, con quell'incidente mortale e con la donna che aspettava ignara a casa della vittima. Pur avendo riconosciuta Lillian, Brodie mantiene il segreto sull'identità della donna misteriosa che ha suscitato una viva curiosità nel padrone di casa.  Più tardi, Lillian riesce a recuperare il biglietto che la tradirebbe e Richard, all'oscuro di tutto, le chiede scusa per aver dubitato di lei. Lillian, rendendosi conto dell'amore del marito, si pente del suo comportamento e decide di confessargli tutto.

## Produzione
Il film fu prodotto dalla Famous Players-Lasky Corporation.

## Distribuzione
Il copyright del film, richiesto dalla Famous Players-Lasky Corp., fu registrato il 24 agosto 1920 con il numero LP15490.
Distribuito dalla Famous Players-Lasky Corporation e Paramount Pictures e presentato da Adolph Zukor, il film uscì nelle sale cinematografiche statunitensi il 19 settembre 1920. Nel Regno Unito, venne distribuito il 28 novembre 1921.
Non si conoscono copie ancora esistenti della pellicola che viene considerata presumibilmente perduta.